# Kajrat Dżyrgałbek uułu
Kajrat Dżyrgałbek uułu (kirg. Кайрат Жыргалбек уулу; ur. 13 czerwca 1994 w Biszkeku) – kirgiski piłkarz grający na pozycji lewego pomocnika. Od 2015 jest zawodnikiem klubu Dordoj Biszkek.

## Kariera piłkarska
Swoją karierę piłkarską Dżyrgałbek uułu rozpoczął w klubie Abdysz-Ata Kant, w którym w 2012 roku zadebiutował w pierwszej lidze kirgiskiej. W 2014 roku wywalczył z nim wicemistrzostwo Kirgistanu. W 2015 roku przeszedł do Dordoju Biszkek. W sezonach 2015 i 2016 wywalczył z Dordojem dwa wicemistrzostwa Kirgistanu, a w 2018 został mistrzem tego kraju oraz zdobył Puchar Kirgistanu.

## Kariera reprezentacyjna
W reprezentacji Kirgistanu Dżyrgałbek uułu zadebiutował 6 września 2013 w przegranym 1:3 towarzyskim meczu z Białorusią. W 2019 roku powołano go do kadry na Puchar Azji.